# Festival Internacional de Curtas de Belo Horizonte
O  Festival Internacional de Curtas de Belo Horizonte, ou FestCurtasBH, é uma mostra de cinema competitiva de curtas realizada pela Fundação Clóvis Salgado e pelo Centro de Estudos Cinematográficos de Minas Gerais (CEC). 
Criado em 1994, o festival aceita inscrições de curtas realizados e finalizados nos suportes película e vídeo. O evento ocorre no Cine Humberto Mauro, no Palácio das Artes. Em 2021 realizou sua 23ª edição em formato híbrido, em função da Pandemia de COVID-19.